# Rodrigo Faro
Rodrigo Alcazar Faro (São Paulo, 20 de outubro de 1973) é um apresentador, ator e ex-cantor brasileiro.

## Carreira
Iniciou sua carreira aos 9 anos, em 1982, ao participar de um comercial de leite. Quando criança foi modelo e apresentador do programa infantil, ZYB Bom na TV Bandeirantes. Aos 19 anos integrou o conjunto musical Dominó, antes de se formar em rádio e TV pela USP. Em 1996 fez a sua primeira novela, Antônio Alves, Taxista, no SBT, interpretando o machista Dário, que pressionava a namorada para perder a virgindade. No ano seguinte transferiu-se para a Rede Globo, onde atuou na novela A Indomada. Em 1998 viveu Bruno, o protagonista da quarta temporada de Malhação. Em 1999 interpretou o jogador de futebol Renildo, da novela Suave Veneno. Depois, no papel de Heitor, antagonizou ao lado de Drica Moraes, Maria Padilha, Vanessa Gerbeli e Carlos Vereza, na novela O Cravo e a Rosa. Em 2001 fez parte do elenco da novela A Padroeira, em que viveu o co-protagonista Faustino. Em 2003 participou da minissérie A Casa das Sete Mulheres como o médico revolucionário Joaquim. No mesmo ano, fez a novela Chocolate com Pimenta, onde despontou como o romântico Guilherme. Em 2006 encarnou o feirante Tainha, de O Profeta.
Em 2008, transferiu-se a Rede Record para apresentar o Ídolos. No entanto, antes de estrear no reality musical, foi chamado para substituir às pressas o apresentador Márcio Garcia em O Melhor do Brasil, programa que assumiu em 12 de abril. Em agosto estreou na apresentação do Ídolos. Rodrigo ficou na atração por quatro temporadas, sendo sucedido por Marcos Mion em 2012. Ainda em 2012 Rodrigo apresentou o reality show Fazenda de Verão, também na Rede Record. Em 2013, o apresentador passou a realizar um sonho; ter um programa aos domingos. O Melhor do Brasil saiu do sábado para o domingo para cobrir a vaga deixada pelo Programa do Gugu, que acabou uma semana antes devido a saída de Gugu Liberato da Rede Record, e pelo programa Tudo É Possível, que teve sua última exibição em dezembro de 2012. O programa acabou tendo seu nome mudado para Hora do Faro, já em 2014. Com O Melhor do Brasil, Rodrigo Faro venceu por cinco vezes consecutivas o Troféu Imprensa na categoria Melhor animador ou apresentador de TV. No dia 27 de setembro de 2015, Rodrigo tornou-se padrinho do cantor Felipe Araújo, irmão do falecido Cristiano Araújo. Rodrigo é um artista exclusivo da Rede Record e seu atual contrato vai até o ano de 2023. Em 2020, Rodrigo foi confirmado para apresentar a primeira temporada de Canta Comigo Teen, e no ano seguinte a terceira temporada de Canta Comigo, em substituição a Gugu Liberato, falecido em 2019.
Após diversas especulações, anunciou a não renovação do seu contrato com a Record em 5 de dezembro de 2024, depois de 16 anos de casa.
Dezesseis anos depois de ter deixado a TV Globo, Faro fechou um novo contrato com a emissora, marcando o seu retorno à antiga casa, além de ser confirmado na vigésima segunda temporada da Dança dos Famosos, tendo também negociações avançadas para um projeto no Globoplay.

## Vida pessoal
O artista tem 3 filhas Clara, Maria e Helena que nasceram em 2005, 2008 e 2012, respectivamente, com a apresentadora e ex-modelo Vera Viel. O casal está junto desde 1997 e casado desde 2003. Em suas alianças está escrito “para sempre Vera” e “para sempre Rodrigo”. Ela se apaixonou por ele no momento em que o viu. Faro é católico, sua mãe, Vera Lúcia Alcazar Faro, é professora universitária. Vera Lúcia e o pai de Faro, Gil Vicente Faro, que era dentista, se separaram quando ele tinha 9 anos. Gil morreu quando o filho tinha 13 anos de idade e mantinham pouco contato. Possui um blog no portal de internet da Record, R7.
Em 27 de maio de 2024, a polícia de Nápoles, na Itália, prendeu seis pessoas, duas delas brasileiros, em uma operação para desmantelar uma rede de corrupção para a concessão da cidadania italiana a cidadãos estrangeiros, de acordo com a TV pública italiana RAI. Rodrigo Faro, uma delas, foi citado pelo jornal TGR, da RaiNews, como beneficiário. A polícia italiana disse que esquema falsificava documentos e registros públicos para agilizar processos. Ele negou envolvimento e se disse vítima do esquema.

## Fortuna
Em 2014 Rodrigo teve a fortuna avaliada em R$ 100 milhões pela revista Isto É. Como apresentador, recebeu mensalmente um salário de R$ 2 milhões na RecordTV. Além disso, Rodrigo também é garoto-propaganda de diversas marcas, recebendo por mês em torno de R$ 1,5 milhões em publicidade e merchandising, como apurado em 2016. Seu ano de maior rendimento foi em 2013, quando recebeu R$ 45 milhões, incluindo o contrato de R$ 3 milhões para estrelar os comerciais da Chevrolet.

## Filmografia

### Televisão
| Ano           | Título                                   | Cargo / Personagem                    | Nota                                        |
| ------------- | ---------------------------------------- | ------------------------------------- | ------------------------------------------- |
| 1987–88       | ZYB Bom                                  | Apresentador                          |                                             |
| 1990–91       | Zaap                                     | Apresentador                          |                                             |
| 1993          | CheckPoint                               | Apresentador                          |                                             |
| 1996          | Antônio Alves, Taxista                   | Eliseu / Dário                        |                                             |
| 1997          | A Indomada                               | Beraldo                               |                                             |
| 1998–99       | Malhação                                 | Bruno Magalhães                       |                                             |
| 1999          | Suave Veneno                             | Renildo Soares Bezerra                |                                             |
| 1999          | Sai de Baixo                             | Pedro Tala Larga                      | Episódio: "Antes Scort que Mal Acompanhado" |
| 2000          | Sai de Baixo                             | Steve Machado                         | Episódio: "Quem Vai Ficar com Magda"        |
| 2000–01       | O Cravo e a Rosa                         | Heitor Lacerda de Moura               |                                             |
| 2001–02       | A Padroeira                              | Faustino Pereira                      |                                             |
| 2002          | Sítio do Picapau Amarelo                 | Hércules                              | Episódio: "Os XII Trabalhos de Hércules"    |
| 2003          | A Casa das Sete Mulheres                 | Joaquim Ribeiro (Quincas)             |                                             |
| 2003–04       | Chocolate com Pimenta                    | Guilherme Oliveira Fernandes          |                                             |
| 2004          | Sob Nova Direção                         | Téo                                   | Episódio: "Como Ser Perua"                  |
| 2005          | América                                  | Ernesto Martins Barcellos Neto (Neto) |                                             |
| 2006          | Alma Gêmea                               | Zacarias Príncipe                     | Episódios: "10 de março"                    |
| 2006–07       | O Profeta                                | Carlos Zucrini Gonçalves (Tainha)     |                                             |
| 2007          | Dança no Gelo                            | Participante (10º lugar)              | Temporada 3                                 |
| 2008          | Poeira em Alto Mar                       | Peteco Denis                          |                                             |
| 2008          | Chamas da Vida                           | Tenente Wallace Amaro da Silva        | Episódios: "8–14 de julho"                  |
| 2008–11       | Ídolos                                   | Apresentador                          |                                             |
| 2008–14       | O Melhor do Brasil                       | Apresentador                          |                                             |
| 2012          | Fazenda de Verão                         | Apresentador                          |                                             |
| 2014–24       | Hora do Faro                             | Apresentador                          |                                             |
| 2018–22; 2024 | Família Record                           | Apresentador                          | Especial de fim de ano                      |
| 2020–24       | Canta Comigo Teen                        | Apresentador                          |                                             |
| 2021–24       | Canta Comigo                             | Apresentador                          |                                             |
| 2021–22       | Paredão dos Famosos                      | Apresentador                          | Especial de fim de ano                      |
| 2021–22       | Famosas em Apuros                        | Apresentador                          |                                             |
| 2022–23       | Casais em Apuros                         | Apresentador                          |                                             |
| 2024          | Cazalbé, O Herdeiro da Graça             | Ele mesmo                             | [ 32 ]                                      |
| 2024          | Silvio Santos: Vale Mais do que Dinheiro | Ele mesmo                             |                                             |
| 2025          | Batalha do Lip Sync                      | Participante (vencedor)               | Episódio 1 da 4.ª temporada                 |
| 2025          | Dança dos Famosos                        | Participante                          | Temporada 22                                |

### Cinema
| Ano  | Título | Personagem    |
| ---- | ------ | ------------- |
| 2024 | Silvio | Silvio Santos |

### Dublagem
| Ano  | Título    | Personagem             |
| ---- | --------- | ---------------------- |
| 2010 | Astro Boy | Astro Boy / Tobi (voz) |
| 2014 | Khumba    | Khumba (voz)           |

## Discografia

### Álbuns
| Álbum             | Detalhes                                                                                 | Vendas     |
| ----------------- | ---------------------------------------------------------------------------------------- | ---------- |
| Rodrigo Faro      | - Lançamento: 16 de abril de 2001 - Formatos: CD, download digital - Gravadora: Sony     | - : 40.000 |
| Chuva de Estrelas | - Lançamento: 13 de maio de 2002 - Formatos: CD, download digital - Gravadora: Universal |            |

### Singles
| Título                     | Ano  | Álbum               |
| -------------------------- | ---- | ------------------- |
| "Meu Herói" (com Angélica) | 1999 | Angel Hits & Amigos |
| "Não Diga Nada"            | 2001 | Rodrigo Faro        |
| "Deixaria Tudo"            | 2001 | Rodrigo Faro        |
| "Chuva de Estrelas"        | 2002 | Chuva de Estrelas   |

### Outras aparições
| Canção            | Ano  | Outro(s) artista(s) | Álbum                    |
| ----------------- | ---- | ------------------- | ------------------------ |
| "La Media Vuelta" | 2003 | —                   | A Casa das Sete Mulheres |
| "Reencontro"      | 2008 | Rosanah Fienngo     | Os Mutantes              |
| "Por Que?"        | 2010 | —                   | Ribeirão do Tempo        |